# Denemarken op de Olympische Zomerspelen 2012
Denemarken nam deel aan de Olympische Zomerspelen 2012 in Londen, Verenigd Koninkrijk.

## Medailleoverzicht
| Sport       | Olympiër                                                    | Onderdeel              | Medaille |
| ----------- | ----------------------------------------------------------- | ---------------------- | -------- |
| Roeien      | Rasmus Quist Mads Rasmussen                                 | lichte dubbel-twee (m) | Goud     |
| Wielrennen  | Lasse Norman Hansen                                         | omnium (m)             | Goud     |
| Badminton   | Mathias Boe Carsten Mogensen                                | dubbelspel (m)         | Zilver   |
| Roeien      | Fie Udby Erichsen                                           | skiff (v)              | Zilver   |
| Schietsport | Anders Golding                                              | skeet (m)              | Zilver   |
| Zeilen      | Jonas Høgh-Christensen                                      | finn (m)               | Zilver   |
| Badminton   | Christinna Pedersen Joachim Fischer Nielsen                 | dubbelspel (g)         | Brons    |
| Roeien      | Jacob Barsoe Eskild Ebbesen Morten Jørgensen Kasper Winther | lichte vier-zonder (m) | Brons    |
| Zeilen      | Peter Lang Allan Nørregaard                                 | 49er                   | Brons    |

## Deelnemers en resultaten
(m) = mannen, (v) = vrouwen 

### Atletiek
| Olympiër                  | Onderdeel                | Resultaat | Prestatie                                          |
| ------------------------- | ------------------------ | --------- | -------------------------------------------------- |
| Andreas Bube              | 800m (m)                 | 26e       | serie 4: 6de in 1.46,40                            |
| Jesper Faurschou          | marathon (m)             | 41e       | 2:18.44                                            |
| Kim Christensen           | kogelstoten (m)          | 28e       | kwalificatie groep B: 12de met 19,13m              |
|                           |                          |           |                                                    |
| Sara Slott Petersen       | 400m horden (v)          | 19e       | serie 3: 6de in 56,01 halve finale 2: 6de in 56,21 |
| Jessica Draskau-Petersson | marathon (v)             | 40e       | 2:31.43                                            |
| Caroline Bonde Holm       | polsstokhoogspringen (v) | DNF       | kwalificatie groep B: geen geldige sprong          |

### Badminton
| Olympiër                                    | Onderdeel          | Resultaat | Prestatie |
| ------------------------------------------- | ------------------ | --------- | --- |
| Peter Gade                                  | enkelspel (m)      | 5e        | groep G: 1ste W van POR Martins: 21-14,21-8 2de ronde: W van KOR Son: 21-9,21-16 kwartfinale: V van CHN Chen: 16-21,13-21 |
| Jan Ø. Jørgensen                            | enkelspel (m)      | 9e        | groep I: 2de W van ISL Zilberman: 21-13,21-12 W van SIN Wong= 21-17,21-14 2de ronde: W van KOR Lee: 17-21,13-21 |
| Mathias Boe Carsten Mogensen                | dubbelspel (m)     | Zilver    | groep C: 1ste W van RSA James/Viljoen: 21-6,21-12 W van RUS Ivanov/Sozonov: 16-21,21-19,21-14 W van CHN Chai/Guo: 21-14,21-19 kwartfinale W van TPE Fang/Lee: 21-16,21-18 halve finale W van KOR Jung/Lee: 17-21,21-18,22-20 finale V van CHN Cai/Fu: 16-21,15-21                               |
|                                             |                    |           | |
| Tine Baun                                   | enkelspel (v)      | 5e        | groep G: 1ste W van POL Augustyn: 21-11,21-6 W van RUS Prokopenko: 19-21,21-15,21-16 2de ronde W van JPN Sato: 14-15, ret. kwartfinale V van IND Nehwal: 15-21,20-22 |
| Kamilla Rytter Juhl Christinna Pedersen     | dubbelspel (v)     | 5e        | groep D: 1ste V van JPN Maeda/Suetsuna: 21-18,14-21,17-21 W van HKG Poon/Tse: 21-13,14-21,21-18 W van CHN Tian/Zhao: 22-20,21-12 kwartfinale V van JPN Fujii/Kakiiwa: 20-22,10-21 |
|                                             |                    |           | |
| Kamilla Rytter Juhl Thomas Laybourn         | gemengd dubbelspel | 5e        | groep C: 2de W van IND Diju/Gutta: 21-12,21-16 W van KOR Lee/Ha: 21-15,21-11 V van INA Ahmad/Natsir: 22-24,16-21 kwartfinale V van CHN Zhao/Zhang: 13-21,17-21 |
| Christinna Pedersen Joachim Fischer Nielsen | gemengd dubbelspel | Brons     | groep B: 1ste W van CAN Ng/Gao: 21-12,21-11 W van POL Mateusiak/Zieba: 21-9,14-21,21-17 W van JPN Ikeda/Shiota: 21-11,21-10 kwartfinale W van THA Prapakamol/Thungthongkam: 21-15,21-13 halve finale V van CHN Zhao/Zhang: 21-17,17-21,19-21 bronzen finale W van INA Ahmad/Natsir: 21-12,21-12 |

### Boksen
| Olympiër      | Onderdeel | Resultaat | Prestatie                         |
| ------------- | --------- | --------- | --------------------------------- |
| Dennis Ceylan | -56kg (m) | 17e       | 1ste ronde: V van IRL Nevin: 6-21 |

### Boogschieten
| Olympiër                                      | Onderdeel       | Resultaat | Prestatie |
| --------------------------------------------- | --------------- | --------- | --- |
| Carina Christiansen                           | individueel (v) | 9e        | plaatsingsronde: 7de met 663 punten 1ste ronde: W AUS van Barnard: 7-3 2de ronde: W van TPE Le: 6-4 3de ronde: V van MEX Avitia: 2-6 |
| Maja Jager                                    | individueel (v) | 33e       | plaatsingsronde: 35ste met 642 punten 1ste ronde: V van GER Richter: 5-6                                                             |
| Louise Laursen                                | individueel (v) | 17e       | plaatsingsronde: 36ste met 641 punten 1ste ronde: W van CAN Baudet: 7-3 2de ronde: V van USA Lorig: 4-6                              |
| Carina Christiansen Maja Jager Louise Laursen | team (v)        | 5e        | plaatsingsronde: 8ste met 1.946 punten 1ste ronde: W van India: 211-210 kwartfinale: V van Zuid-Korea: 195-206                       |

### Gymnastiek
| Olympiër     | Onderdeel      | Resultaat | Prestatie                             |
| ------------ | -------------- | --------- | ------------------------------------- |
| Peter Jensen | trampoline (m) | 10e       | kwalificatie: 10de met 104,695 punten |

### Handbal

#### Mannen
| Olympiër | Onderdeel | Resultaat | Prestatie |
| --- | --------- | --------- | --- |
| Marcus Cleverly Anders Eggert Mikkel Hansen Niklas Landin Jacobsen Michael V. Knudsen Rasmus Lauge Schmidt Hans Lindberg Nikolaj Markussen Thomas Mogensen Kasper Nielsen Kasper Søndergaard Bo Spellerberg Lasse Svan Hansen René Toft Hansen | mannen    | 5e        | groep B: 2de W van Hongarije: 27-25 W van Spanje: 24-23 W van Servië: 26-25 V van Kroatië: 22-33 W van Zuid-Korea: 26-24 kwartfinale: V van Zweden: 22-24 |

| Groep B |            |             |             |             |             |            |            |            |        |
| #       | Land       | Wedstrijden | Wedstrijden | Wedstrijden | Wedstrijden | Doelpunten | Doelpunten | Doelpunten | Punten |
| #       | Land       | G           | W           | G           | V           | V          | T          | Saldo      | Punten |
| 1       | Kroatië    | 5           | 5           | 0           | 0           | 150        | 109        | +41        | 10     |
| 2       | Denemarken | 5           | 4           | 0           | 1           | 124        | 129        | -5         | 8      |
| 3       | Spanje     | 5           | 3           | 0           | 2           | 140        | 126        | +14        | 6      |
| 4       | Hongarije  | 5           | 2           | 0           | 3           | 114        | 128        | -14        | 4      |
| 5       | Servië     | 5           | 1           | 0           | 4           | 120        | 131        | -11        | 2      |
| 6       | Zuid-Korea | 5           | 0           | 0           | 5           | 115        | 140        | -25        | 0      |

| Ronde       | Datum  | Plaats     | Land  | Score      | Land |
| ----------- | ------ | ---------- | ----- | ---------- | ---- |
| Groepsfase  |        |            |       |            |      |
| 29 juli     | Londen | Hongarije  | 25-27 | Denemarken |      |
| 31 juli     | Londen | Denemarken | 24-23 | Spanje     |      |
| 2 augustus  | Londen | Servië     | 25-26 | Denemarken |      |
| 4 augustus  | Londen | Kroatië    | 32-21 | Denemarken |      |
| 6 augustus  | Londen | Denemarken | 26-24 | Zuid-Korea |      |
| Kwartfinale |        |            |       |            |      |
| 8 augustus  | Londen | Zweden     | 24-22 | Denemarken |      |

#### Vrouwen
| Olympiër | Onderdeel | Resultaat | Prestatie |
| --- | --------- | --------- | --- |
| Louise Burgaard Camilla Dalby Line Jørgensen Berit Kristensen Christina Krogshede Pernille Larsen Mette Melgaard Karin Mortensen Ann Grete Nørgaard Christina Pedersen Rikke Skov Louise Svalastog Spellerberg Susan Thorsgaard Trine Troelsen | vrouwen   | 9e        | groep B: 5de W van Zweden: 21-18 V van Zuid-Korea: 24-25 V van Spanje: 21-24 V van Noorwegen: 23-24 V van Frankrijk: 24-30 |

| Groep B |            |             |             |             |             |            |            |            |        |
| #       | Land       | Wedstrijden | Wedstrijden | Wedstrijden | Wedstrijden | Doelpunten | Doelpunten | Doelpunten | Punten |
| #       | Land       | G           | W           | G           | V           | V          | T          | Saldo      | Punten |
| 1       | Frankrijk  | 5           | 4           | 1           | 0           | 125        | 103        | +22        | 10     |
| 2       | Zuid-Korea | 5           | 3           | 1           | 1           | 136        | 130        | +6         | 8      |
| 3       | Spanje     | 5           | 3           | 1           | 1           | 119        | 114        | +5         | 6      |
| 4       | Noorwegen  | 5           | 2           | 1           | 2           | 118        | 120        | -2         | 4      |
| 5       | Denemarken | 5           | 1           | 0           | 4           | 113        | 121        | -8         | 2      |
| 6       | Zweden     | 5           | 0           | 0           | 5           | 108        | 131        | -23        | 0      |

| Ronde      | Datum  | Plaats     | Land  | Score      | Land |
| ---------- | ------ | ---------- | ----- | ---------- | ---- |
| Groepsfase |        |            |       |            |      |
| 28 juli    | Londen | Denemarken | 21-18 | Zweden     |      |
| 30 juli    | Londen | Zuid-Korea | 25-24 | Denemarken |      |
| 1 augustus | Londen | Spanje     | 24-21 | Denemarken |      |
| 3 augustus | Londen | Denemarken | 23-24 | Noorwegen  |      |
| 5 augustus | Londen | Denemarken | 24-30 | Frankrijk  |      |

### Kanovaren
| Olympiër                                                        | Onderdeel     | Resultaat | Prestatie                                                                           |
| Vlakwater                                                       | Vlakwater     | Vlakwater | Vlakwater                                                                           |
| --------------------------------------------------------------- | ------------- | --------- | ----------------------------------------------------------------------------------- |
| Kasper Bleibach                                                 | K-1 200m (m)  | 9e        | serie 3: 3de in 36,610 halve finale 1: 5de in 36,667 finale B: 1ste in 37,802       |
| René Holten Poulsen                                             | K-1 1000m (m) | 4e        | serie 3: 1ste in 3.30,284 halve finale 1: 3de in 3.30,247 finale: 4de in 3.29,483   |
| Kim Wraae Knudsen Emil Stær                                     | K-2 1000m (m) | 9e        | serie 2: 5de in 3.17,020 halve finale 2: 4de in 3.15,580 finale B: 1ste in 3.12,820 |
| René Holten Poulsen Kasper Bleibach Kim Wraae Knudsen Emil Stær | K-2 1000m (m) | 5e        | serie 1: 3de in 3.05,134 halve finale: 6de in 2.56,003 finale: 5de in 2.56,542      |
|                                                                 |               |           |                                                                                     |
| Henriette Engel Hansen                                          | K-1 200m (v)  | 20e       | serie 1: 4de in 42,866 halve finale 2: 7de in 42,821                                |
| Henriette Engel Hansen                                          | K-1 500m (v)  | 7e        | serie 1: 2de in 1.52,650 halve finale 2: 2de in 1.51,929 finale: 7de in 1.54,110    |

### Paardensport
| Olympiër                                                            | Onderdeel   | Resultaat | Prestatie                                                                                                |
| ------------------------------------------------------------------- | ----------- | --------- | --- |
| Nathalie zu Sayn-Wittgenstein-Berleburg op "Digby"                  | individueel | 12e       | Grand Prix: 13de met 74.954% Grand Prix Special: 9de met 75.857% Grand Prix Freestyle: 12de met 79.018%  |
| Anna Kasprzak op "Donperignon"                                      | individueel | 18e       | Grand Prix: 12de met 75.289% Grand Prix Special: 16de met 73.952% Grand Prix Freestyle: 18de met 76.446% |
| Anne van Olst op "Clearwater"                                       | individueel | 21e       | Grand Prix: 23ste met 71.322% Grand Prix Special: 21ste met 72.016%                                      |
| Lisbet Seierskilde op "Raneur"                                      | individueel | 32e       | 69.863%                                                                                                  |
| Nathalie zu Sayn-Wittgenstein-Berleburg Anna Kasprzak Anne van Olst | team        | 4e        | Grand Prix: 4de met 73.845% Grand Prix Special: 4de met 73.846%                                          |

### Roeien
| Olympiër                                                                     | Onderdeel              | Resultaat | Prestatie |
| ---------------------------------------------------------------------------- | ---------------------- | --------- | --- |
| Victor Stephansen                                                            | skiff (m)              | 13e       | serie 2: 3de in 6.46,32 kwartfinale 4: 4de in 6.55,95 halve finale C/D: 1ste in 7.29,76 finale C: 1ste in 7.19,62 |
| Rasmus Quist Mads Reinholdt Rasmussen                                        | lichte dubbel-twee (m) | Goud      | serie 3: 1ste in 6.33,11 halve finale 1: 1ste in 6.33,25 finale: 1ste in 6.37,17                                  |
| Jacob Barsøe Jepsen Eskild Ebbesen Morten Jørgensen Kasper Winther Jørgensen | lichte vier-zonder (m) | Brons     | serie 1: 3de in 5.55,64 halve finale 2: 1ste in 6.03,53 finale: 3de in 6.03,16                                    |
|                                                                              |                        |           | |
| Fie Udby Erichsen                                                            | skiff (v)              | Zilver    | serie 3: 2de in 7.29,37 kwartfinale 4: 1ste in 7.38,93 halve finale 2: 1ste in 7.44,33 finale: 2de in 7.57,72     |
| Juliane Elander Rasmussen Anne Lolk Thomsen                                  | lichte dubbel-twee (v) | 4e        | serie 1: 2de in 6.59,94 halve finale 2: 2de in 7.10,93 finale: 4de in 7.15,53                                     |

### Schietsport
| Olympiër       | Onderdeel                  | Resultaat | Prestatie                                                                    |
| -------------- | -------------------------- | --------- | ---------------------------------------------------------------------------- |
| Torben Grimmel | 50m geweer liggend (m)     | 24e       | kwalificatie: 24ste met 592 punten (98-99-96-99-100-100)                     |
| Anders Golding | skeet(m)                   | Zilver    | kwalificatie: 2de met 122 punten (24-23-25-25-25) finale: 2de met 146 punten |
| Jesper Hansen  | skeet(m)                   | 26e       | kwalificatie: 26ste met 113 punten (22-22-24-24-21)                          |
|                |                            |           |                                                                              |
| Stine Nielsen  | 50m geweer 3 houdingen (v) | 11e       | kwalificatie: 11de met 582 punten (195-191-196)                              |
| Stine Nielsen  | 10m luchtgeweer (v)        | 9e        | kwalificatie: 9de met 397 punten (100-99-99-99)                              |
| Stine Andersen | 10m luchtgeweer (v)        | 30e       | kwalificatie: 30ste met 393 punten (97-98-98-100)                            |

### Tafeltennis
| Olympiër      | Onderdeel     | Resultaat | Prestatie |
| ------------- | ------------- | --------- | --- |
| Allan Bentsen | enkelspel (m) | 48e       | voorronde: vrij 1ste ronde: V van HUN Zwickl: 1-4 |
| Michael Maze  | enkelspel (m) | 5e        | voorronde: vrij 1st ronde: vrij 2de ronde: vrij 3de ronde: W van GRE Kreanga: 4-1 4de ronde: W van JPN Mizutani: 4-0 kwartfinale: V van GER Ovtcharov: 3-4 |
|               |               |           | |
| Mie Skov      | enkelspel (v) | 33e       | voorronde: vrij 1ste ronde: W van EGY El-Dawlatly: 4-0 2de ronde: V van POL Partyka: 3-4                                                                   |

### Tennis
| Olympiër           | Onderdeel     | Resultaat | Prestatie |
| ------------------ | ------------- | --------- | --- |
| Caroline Wozniacki | enkelspel (v) | 5e        | 1ste ronde: W van GBR Keothavong: 4-6,6-3,6-2 2de ronde: W van BEL Wickmayer: 6-4,3-6,6-3 3de ronde: W van SVK Hantuchova: 6-4,6-2 kwartfinale: V van USA S Williams: 0-6,3-6 |

### Triatlon
| Olympiër          | Onderdeel | Resultaat | Prestatie |
| ----------------- | --------- | --------- | --------- |
| Helle Frederiksen | vrouwen   | 27e       | 2:03.10   |
| Line Jensen       | vrouwen   | 23e       | 2:02.47   |

### Wielersport
| Olympiër                                                            | Onderdeel                | Resultaat | Prestatie |
| Baan                                                                | Baan                     | Baan      | Baan |
| ------------------------------------------------------------------- | ------------------------ | --------- | --- |
| Lasse Norman Hansen                                                 | omnium (m)               | Goud      | vliegende ronde: 4de in 13,236 puntenkoers: 2de met 59 punten afvalling: 12de individuele achtervolging: 1ste in 4.20,674 scratch: 6de tijdrit: 2de in 1.02,314 totaal: 27 punten |
| Lasse Norman Hansen Casper von Folsach Michael Mørkøv Rasmus Quaade | ploegenachtervolging (m) | 5e        | kwalificatie: 4de in 3.58,298 halve finale: V van Groot-Brittannië: 3.57,396 5-6de plek: W van ESP: 4.02,671                                                                      |
| BMX                                                                 |                          |           | |
| Morten Therkildsen                                                  | mannen                   | 18e       | plaatsingsronde: 25ste in 39,378 kwartfinale: 5de met 20 punten |
| Mountainbike                                                        |                          |           | |
| Annika Langvad                                                      | vrouwen                  | DNS       | niet gestart |
| Weg                                                                 |                          |           | |
| Lars Bak                                                            | tijdrit (m)              | 14e       | 54.33,21 |
| Jakob Fuglsang                                                      | tijdrit (m)              | 15e       | 54.39,49 |
| Lars Bak                                                            | wegwedstrijd (m)         | 71e       | 5:46.37 |
| Jakob Fuglsang                                                      | wegwedstrijd (m)         | 12e       | 5:46.05 |
| Matti Breschel                                                      | wegwedstrijd (m)         | 42e       | 5:46.37 |
| Nicki Sørensen                                                      | wegwedstrijd (m)         | 57e       | 5:46.37 |

### Worstelen
| Olympiër              | Onderdeel      | Resultaat      | Prestatie |
| Grieks-Romeins        | Grieks-Romeins | Grieks-Romeins | Grieks-Romeins |
| --------------------- | -------------- | -------------- | --- |
| Håkan Nyblom          | -55kg (m)      | 5e             | kwalificatie: vrij 1ste ronde: W van MAR Fajari: 3-0 kwartfinale: W van JPN Hasegawa: 3-0 halve finale: V van IRL Sourian: 0-3 bronzen finale: V van HUN Modos: 1-3 |
| Mark Overgaard Madsen | -74kg (m)      | 5e             | kwalificatie: vrij 1ste ronde: V van RUS Vlasov: 1-3 herkansingen: W van FRA Guénot: 3-1 bronzen finale: V van LTU Kazakevic: 0-3                                   |

### Zeilen
| Olympiër                                    | Onderdeel        | Resultaat | Prestatie |
| ------------------------------------------- | ---------------- | --------- | --- |
| Sebastian Fleischer                         | RS:X (m)         | 29e       | 220 punten: (18-28-24-23-29-29-29-15-28-26)                                                                      |
| Thorbjørn Schierup                          | laser (m)        | 19e       | 157 punten: (36-16-24-8-23-16-5-23-24-18)                                                                        |
| Jonas Høgh-Christensen                      | finn (m)         | Zilver    | 46 punten: (1-1-2-7-1-2-8-4-5-3-20)                                                                              |
| Michael Hestbæk Claus Olesen                | star (m)         | 11e       | 89 punten: (12-11-13-14-13-7-6-3- 14-10)                                                                         |
|                                             |                  |           | |
| Anne-Marie Rindom                           | laser radial (v) | 13e       | 130 punten: (17-19-8-22-12-7-27-23-11-11)                                                                        |
| Henriette Koch Lene Sommer                  | 470 (v)          | 16e       | 106 punten: (5-12-16-10-14-16-15-10-9-15)                                                                        |
| Susanne Boidin Tina Gramkov Lotte Meldgaard | elliot 6m(v)     | 10e       | groepsfase (3× gewonnen, 8× verloren) won van: NED, POR, SWE verloor van: AUS, FIN, FRA, GBR, NZL, RUS, ESP, USA |
|                                             |                  |           | |
| Peter Lang Allan Nørregaard                 | 49er             | Brons     | 114 punten: (2-4-14-6-16-15-5-7-13-6-16-4-4-3-9-6)                                                               |

### Zwemmen
| Olympiër                                                          | Onderdeel             | Resultaat | Prestatie                                                                      |
| ----------------------------------------------------------------- | --------------------- | --------- | ------------------------------------------------------------------------------ |
| Mads Glæsner                                                      | 200m vrije slag (m)   | DNS       | serie 3: niet gestart                                                          |
| Mads Glæsner                                                      | 400m vrije slag (m)   | 12e       | serie 2: 3de in 3.48,27                                                        |
| Pál Joensen                                                       | 400m vrije slag (m)   | 10e       | serie 4: 5de in 3.47,36                                                        |
| Pál Joensen                                                       | 1500m vrije slag (m)  | 17e       | serie 4: 6de in 15.18,42                                                       |
| Matthias Gydesen                                                  | 100m rugslag (m)      | 30e       | serie 3: 7de in 55,31                                                          |
| Mads Glæsner Pál Joensen Anders Lie Daniel Skaaning               | 4x200m vrije slag (m) | 13e       | serie 1: 7de in 7.15,04                                                        |
|                                                                   |                       |           |                                                                                |
| Jeanette Ottesen                                                  | 50m vrije slag (v)    | 12e       | serie 10: 3de in 24,85 halve finale 2: 6de in 24,99                            |
| Pernille Blume                                                    | 50m vrije slag (v)    | 24e       | serie 9: 8ste in 25,54                                                         |
| Jeanette Ottesen                                                  | 100m vrije slag (v)   | 7e        | serie 5: 2de in 53,51 halve finale 2: 4de in 53,77 finale: 7de in 53,75        |
| Pernille Blume                                                    | 100m vrije slag (v)   | 19e       | serie 5: 6de in 55,04                                                          |
| Pernille Blume                                                    | 200m vrije slag (v)   | 24e       | serie 2: 1ste in 2.00,91                                                       |
| Lotte Friis                                                       | 400m vrije slag (v)   | 4e        | serie 5: 4de in 4.04,22 finale: 4de in 4.03,98                                 |
| Lotte Friis                                                       | 800m vrije slag (v)   | 5e        | serie 4: 1ste in 8.21,89 finale: 5de in 8.23,86                                |
| Mie Nielsen                                                       | 100m rugslag (v)      | 17e       | serie 4: 6de in 1.00,38                                                        |
| Mie Nielsen                                                       | 200m rugslag (v)      | 28e       | serie 2: 5de in 2.13,89                                                        |
| Rikke Møller Pedersen                                             | 100m schoolslag (v)   | 8e        | serie 5: 3de in 1.07,23 halve finale 2: 4de in 1.06,82 finale: 8ste in 1.07,55 |
| Rikke Møller Pedersen                                             | 200m schoolslag (v)   | 4e        | serie 5: 2de in 2.22,69 halve finale 1: 1ste in 2.22,23 finale: 4de in 2.21,65 |
| Jeanette Ottesen                                                  | 100m vlinderslag (v)  | 6e        | serie 6: 3de in 57,64 halve finale 2: 3de in 57,25 finale: 6de in 57,35        |
| Pernille Blume Lotte Friis Mie Nielsen Jeanette Ottesen           | 4x100m vrije slag (v) | 6e        | serie 2: 3de in 3.38,09 finale: 6de in 3.37,45                                 |
| Pernille Blume Mie Nielsen Jeanette Ottesen Rikke Møller Pedersen | 4x100m wisselslag (v) | 7e        | serie 2: 3de in 3.58,35 finale: 7de in 3.57,76                                 |

Afghanistan · Albanië · Algerije · Amerikaanse Maagdeneilanden · Amerikaans-Samoa · Andorra · Angola · Antigua en Barbuda · Argentinië · Armenië · Aruba · Australië · Azerbeidzjan · Bahama's · Bahrein · Bangladesh · Barbados · België · Belize · Benin · Bermuda · Bhutan · Bolivia · Bosnië en Herzegovina · Botswana · Brazilië · Britse Maagdeneilanden · Brunei · Bulgarije · Burkina Faso · Burundi · Cambodja · Canada · Centraal-Afrikaanse Republiek · Chili · China · Chinees Taipei · Colombia · Comoren · Congo-Brazzaville · Congo-Kinshasa · Cookeilanden · Costa Rica · Cuba · Cyprus · Denemarken · Djibouti · Dominica · Dominicaanse Republiek · Duitsland · Ecuador · Egypte · El Salvador · Equatoriaal-Guinea · Eritrea · Estland · Ethiopië · Fiji · Filipijnen · Finland · Frankrijk · Gabon · Gambia · Georgië · Ghana · Grenada · Griekenland · Groot-Brittannië · Guam · Guatemala · Guinee · Guinee‑Bissau · Guyana · Haïti · Honduras · Hongarije · Hongkong · Ierland · IJsland · India · Indonesië · Irak · Iran · Israël · Italië · Ivoorkust · Jamaica · Japan · Jemen · Jordanië · Kaaimaneilanden · Kaapverdië · Kameroen · Kazachstan · Kenia · Kirgizië · Kiribati · Koeweit · Kroatië · Laos · Lesotho · Letland · Libanon · Liberia · Libië · Liechtenstein · Litouwen · Luxemburg · Macedonië · Madagaskar · Malawi · Maldiven · Maleisië · Mali · Malta · Marshalleilanden · Marokko · Mauritanië · Mauritius · Mexico · Micronesië · Moldavië · Monaco · Mongolië · Montenegro · Mozambique · Myanmar · Namibië · Nauru · Nederland · Nepal · Nicaragua · Nieuw-Zeeland · Niger · Nigeria · Noord-Korea · Noorwegen · Oeganda · Oekraïne · Oezbekistan · Oman · Oostenrijk · Oost-Timor · Pakistan · Palau · Palestina · Panama · Papoea-Nieuw-Guinea · Paraguay · Peru · Polen · Portugal · Puerto Rico · Qatar · Roemenië · Rusland · Rwanda · Saint Kitts en Nevis · Saint Lucia · Saint Vincent en Grenadines · Salomonseilanden · Samoa · San Marino · Sao Tomé en Principe · Saoedi-Arabië · Senegal · Servië · Seychellen · Sierra Leone · Singapore · Slovenië · Slowakije · Soedan · Somalië · Spanje · Sri Lanka · Suriname · Swaziland · Syrië · Tadzjikistan · Tanzania · Thailand · Togo · Tonga · Trinidad en Tobago · Tsjaad · Tsjechië · Tunesië · Turkije · Turkmenistan · Tuvalu · Uruguay · Vanuatu · Venezuela · Verenigde Arabische Emiraten · Verenigde Staten · Vietnam · Wit-Rusland · Zambia · Zimbabwe · Zuid-Afrika · Zuid-Korea · Zweden · Zwitserland · Onafhankelijke atleten